# Boualem Sansal
Boualem Sansal (àrab: بوعلام صنصال), nascut el 15 d'octubre de 1949 a Theniet El Had, petit poble de les muntanyes d'Ouarsenis, és un escriptor algerià d'expressió francesa, sobretot assagista i censurat al seu país d'origen a causa de la seva postura crítica cap al govern en el poder. No obstant això, encara viu a Algèria, preocupat que el seu país necessita artistes per aplanar el camí a la pau i la democràcia. No obstant això, és molt reconegut a França i Alemanya, països en els quals les seves novel·les es venen especialment bé, i on va rebre nombrosos premis.